# Árvore solar

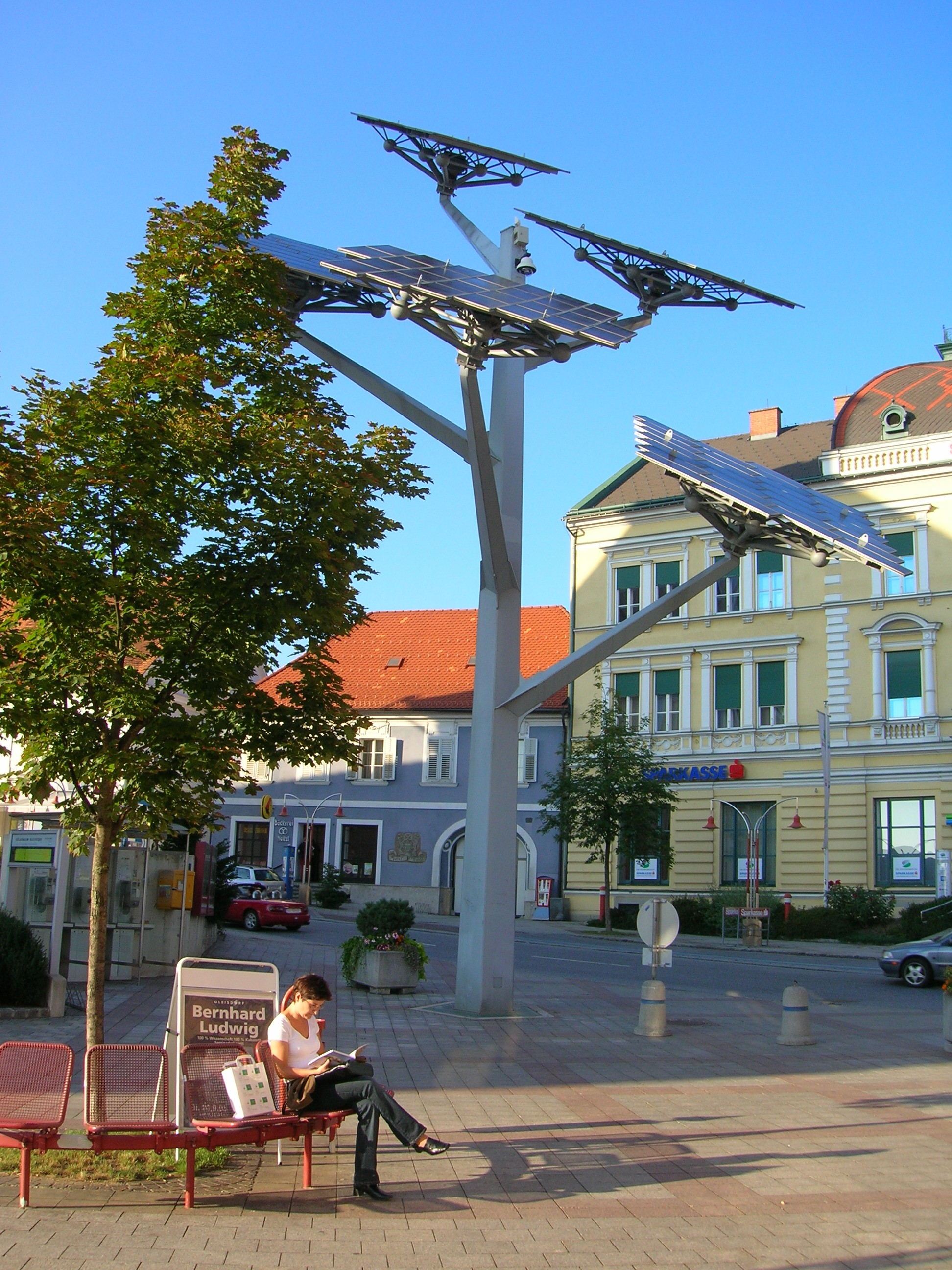
Árvore solar em Gleisdorf, Áustria

Uma árvore solar é um aparato decorativo de produção de energia solar que utiliza vários painéis solares dispostos do modo como são as folhas em galhos.  E pode produzir 50% mais energia que as tradicionais células de energia. 